# Nancy Olson
Nancy Ann Olson (Milwaukee, 14 de julho de 1928) é uma atriz americana aposentada. Ela foi indicada ao Oscar de Melhor Atriz Coadjuvante por seu papel em Sunset Boulevard (1950). Ela co-estrelou com William Holden em quatro filmes e mais tarde apareceu em The Absent-Minded Professor (1961) e sua sequência, Son of Flubber (1963), bem como no filme de desastre Airport 1975 (1974). Olson se aposentou da atuação em meados da década de 1980, embora tenha feito alguns raros retornos, mais recentemente em 2014.

## Juventude
Olson nasceu em Milwaukee, Wisconsin, em 14 de julho de 1928, e foi criada lá, junto com seu irmão, David.
Seus pais eram Evelyn Bertha (nascida Bergstrom), descendente de suecos, e Henry John Olson, médico.

## Carreira

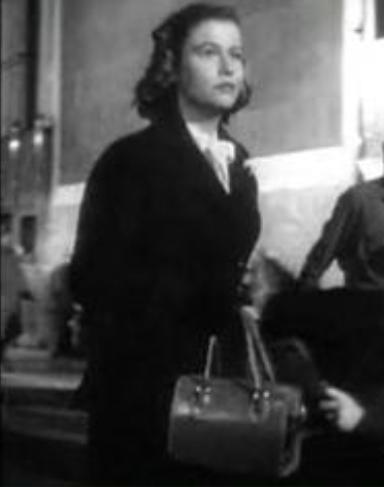
Union Street (1950)

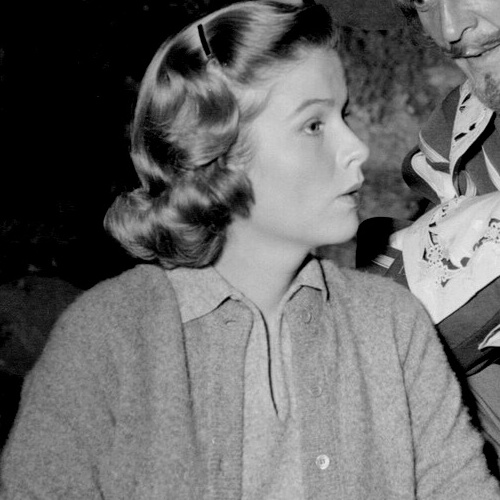
Olson em um especial Ford Star Jubilee TV de 1956

Olson assinou um contrato de cinema com a Paramount Pictures em 1948 e, depois de alguns papéis coadjuvantes, os produtores começaram a considerá-la para papéis mais proeminentes. Ela estava concorrendo ao papel de Dalila no filme Samson and Delilah (1949), de Cecil B. DeMille, para o qual Olson disse mais tarde que ela não era adequada. Ela foi preterida em favor de Hedy Lamarr.
Seu primeiro grande papel veio em Canadian Pacific (também em 1949) com Randolph Scott, então Billy Wilder a escalou para seu próximo projeto. Em Sunset Boulevard (1950), ela interpretou Betty Schaefer, pelo qual ganhou uma indicação ao Oscar de Melhor Atriz Coadjuvante. Sua dupla com William Holden foi considerada um sucesso, e ela apareceu com ele em outros três filmes (Union Station, Force of Arms, e Submarine Command, o segundo e o terceiro lançados no ano seguinte), mas nenhum repetiu o sucesso em Sunset Boulevard.
O sucesso de Olson em "Sunset Boulevard" também a levou a ser escalada para o episódio de 15/09/1950 do programa de rádio Dimension X, intitulado "Hello Tomorrow".
Outros créditos cinematográficos incluem Big Jim McLain (1952), So Big (1953), Battle Cry (1955) e Dumbbells (2014).
Olson fez diversas aparições em filmes do estúdio Walt Disney. The Absent-Minded Professor (1961) e Son of Flubber (1963) a juntaram a Fred MacMurray e eram populares entre os cinéfilos. Ela também apareceu ao lado de Hayley Mills em Pollyanna (1960) e Dean Jones em Snowball Express (1972). Olson então se mudou para Nova Iorque, onde apareceu na Broadway.
Ao longo das décadas de 1960 e 1970, ela fez papéis especiais na televisão. Olson estrelou a série de televisão The Big Valley interpretando a mãe de Ron Howard no episódio de 1º de dezembro de 1965 intitulado Night of the Wolf. Olson foi a única convidada feminina em The Big Valley a se casar com o personagem Nick Barkley.
Olson está aposentada desde meados da década de 1980, embora tenha feito uma breve aparição sem créditos em Flubber, o remake de 1997 de The Absent-Minded Professor.

## Vida pessoal
Em 1950, Olson tornou-se a terceira esposa do letrista Alan Jay Lerner. Eles tiveram duas filhas, Liza e Jennifer. Eles se divorciaram em 1957.
Em 1962, ela se casou com o executivo de longa data da Capitol Records, Alan W. Livingston, mais conhecido por criar Bozo the Clown e por contratar Frank Sinatra, Judy Garland e outros cantores para a Capitol. Ele morreu em 2009; eles tiveram um filho, Christopher.
Olson é uma Democrata registrada e fez doações ao partido em nome de casada.

## Filmografia

### Cinema
| Ano  | Título                      | Personagem                 | Notas                                        |
| ---- | --------------------------- | -------------------------- | -------------------------------------------- |
| 1949 | Canadian Pacific            | Cecille Gautier            |                                              |
| 1950 | Sunset Boulevard            | Betty Schaefer             | Indicada — Oscar de Melhor Atriz Coadjuvante |
| 1950 | Union Station               | Joyce Willecombe           |                                              |
| 1950 | Mr. Music                   | Katherine Holbrook         |                                              |
| 1951 | Force of Arms               | Tenente Eleanor MacKay     |                                              |
| 1951 | Submarine Command           | Carol                      |                                              |
| 1952 | Big Jim McLain              | Nancy Vallon               |                                              |
| 1953 | So Big                      | Dallas O'Mara              |                                              |
| 1954 | The Boy from Oklahoma       | Katie Brannigan            |                                              |
| 1955 | Battle Cry                  | Sra. Pat Rogers            |                                              |
| 1960 | Pollyanna                   | Nancy Furman               |                                              |
| 1961 | The Absent-Minded Professor | Betsy Carlisle             |                                              |
| 1963 | Son of Flubber              | Elizabeth "Betsy" Brainard |                                              |
| 1969 | Smith!                      | Norah Smith                |                                              |
| 1972 | Snowball Express            | Sue Baxter                 |                                              |
| 1974 | Airport 1975                | Sra. Abbott                |                                              |
| 1982 | Making Love                 | Christine                  |                                              |
| 1987 | Sparky's Magic Piano        | voz                        | Vídeo                                        |
| 1997 | Flubber                     | Secretária da Ford         |                                              |
| 2014 | Dumbbells                   | Bianca Cummings            |                                              |

### Televisão
| Ano  | Título                       | Personagem        | Notas                                     |
| ---- | ---------------------------- | ----------------- | ----------------------------------------- |
| 1954 | Ford Theatre                 | Kitty O'Dare      | Episódio: "For the Love of Kitty"         |
| 1954 | Lux Video Theatre            | Lisa              | Episódio: "Spent in Silence"              |
| 1954 | The Best of Broadway         | Gwen Cavendish    | Episódio: "The Royal Family"              |
| 1955 | Producers' Showcase          | Peggy Day         | Episódio: "The Women"                     |
| 1956 | Ford Star Jubilee            | Judith            | Episódio: "High Tor"                      |
| 1958 | The United States Steel Hour | Joyce Richmond    | Episódio: "Second Chance"                 |
| 1958 | General Electric Theater     | Judith Gay        | Episódio: "The Last Rodeo"                |
| 1959 | Alfred Hitchcock Presents    | Jan Manning       | 4ª Temporada Episódio 17: "Total Loss"    |
| 1960 | Startime                     | Peggy Thomas      | Episódio: "The Greatest Man Alive"        |
| 1961 | Alcoa Premiere               | Amber Baring      | Episódio: "Family Outing"                 |
| 1963 | Channing                     | Sra. Landon       | Episódio: "Collision Course"              |
| 1965 | The Big Valley               | Julia Jenkins     | Episódio: "Night of the Wolf"             |
| 1971 | The Name of the Game         | Ann Latham        | Episódio: "Beware of the Watchdog"        |
| 1972 | Gunsmoke                     | Henrietta Donavan | Episódio: "Yankton"                       |
| 1972 | Police Surgeon               | Juiz              | Episódio: "Death Holds the Scale"         |
| 1973 | Love Story                   | Sra. Ross         | Episódio: "Mirabelle's Summer"            |
| 1974 | Banacek                      | Louise Merrick    | Episódio: "Now You See Me, Now You Don't" |
| 1975 | The Streets of San Francisco | Jeannie Morris    | Episódio: "Web of Lies"                   |
| 1976 | Kingston: Confidential       | Jessica Frazier   | Série de TV                               |
| 1977 | Barnaby Jones                | Thelma Thompson   | Episódio: "Testament of Power"            |
| 1984 | Paper Dolls                  | Marjorie Harper   | Papel principal, 13 episódios             |
| 2010 | Big Love                     | Katherine         | Episódio: "Strange Bedfellows"            |